# Полный двудольный граф

Полный двудольный граф с и
автоморфизмы =
вершин =
рёбер =
хроматическое число = 2
хроматический индекс =
радиус =
диаметр =
обхват ==
спектр =
обозначение =

Полный двудольный граф (биклика) — специальный вид двудольного графа, у которого любая вершина первой доли соединена со всеми вершинами второй доли вершин.

## Определение
Полный двудольный граф {\displaystyle G:=(V_{1}+V_{2},E)} — это такой двудольный граф, что для любых двух вершин {\displaystyle v_{1}\in V_{1}} и {\displaystyle v_{2}\in V_{2}}, {\displaystyle (v_{1},v_{2})} является ребром в {\displaystyle G}. Полный двудольный граф с долями размера {\displaystyle |V_{1}|=m} и {\displaystyle |V_{2}|=n} обозначается как {\displaystyle K_{m,n}}.

## Примеры

Графы-звёзды,, и.

Граф.

- Графы {\displaystyle K_{1,k}} называются звёздами, все полные двудольные графы, являющиеся деревьями, являются звёздами.
- Граф {\displaystyle K_{1,3}} называется клешнёй и используется для определения графов без клешней.
- Граф {\displaystyle K_{3,3}} иногда называется «коммунальным графом», название восходит к классической задаче «домики и колодцы», в современной интерпретации использующей «коммунальную» формулировку (подключить три домика к водо-, электро- и газоснабжению без пересечений линий на плоскости); задача неразрешима ввиду непланарности графа {\displaystyle K_{3,3}}.

## Свойства
- Задача поиска для данного двудольного графа полного двудольного подграфа {\displaystyle K_{n,n}} с заданным параметром {\displaystyle n} NP-полна.
- Планарный граф не может содержать {\displaystyle K_{3,3}} в качестве минора графа. Внешнепланарный граф не может содержать {\displaystyle K_{3,2}} в качестве минора (Это не достаточное условие планарности и внешней планарности, а необходимое). И наоборот, любой непланарный граф содержит либо {\displaystyle K_{3,3}}, либо полный граф {\displaystyle K_{5}} в качестве минора (Теорема Понтрягина — Куратовского).
- Полные двудольные графы {\displaystyle K_{n,n}} являются графами Мура и {\displaystyle (n,4)}-клетками.
- Полные двудольные графы {\displaystyle K_{n,n}} и {\displaystyle K_{n,n+1}} являются графами Турана.
- Полный двудольный граф {\displaystyle K_{m,n}} имеет размер вершинного покрытия, равный {\displaystyle \min(m,n)} и размер рёберного покрытия, равный {\displaystyle \max(m,n)}.
- Полный двудольный граф {\displaystyle K_{m,n}} имеет максимальное независимое множество размером {\displaystyle \max(m,n)}.
- Матрица смежности полного двудольного графа {\displaystyle K_{m,n}} имеет собственные значения {\displaystyle {\sqrt {nm}}}, {\displaystyle -{\sqrt {nm}}} и {\displaystyle 0} с кратностями {\displaystyle 1}, {\displaystyle 1} и {\displaystyle n+m-2} соответственно.
- Матрица Лапласа полного двудольного графа {\displaystyle K_{m,n}} имеет собственные значения {\displaystyle n+m}, {\displaystyle n}, {\displaystyle m}, {\displaystyle 0} с кратностями {\displaystyle 1}, {\displaystyle m-1}, {\displaystyle n-1} и {\displaystyle 1} соответственно.
- Полный двудольный граф {\displaystyle K_{m,n}} имеет {\displaystyle m^{n-1}\cdot n^{m-1}} остовных деревьев.
- Полный двудольный граф {\displaystyle K_{m,n}} имеет максимальное паросочетание размера {\displaystyle \min(m,n)}.
- Полный двудольный граф {\displaystyle K_{n,n}} имеет подходящую {\displaystyle n}-рёберную раскраску, соответствующую латинскому квадрату.

Последние два результата являются следствием теоремы Холла, применённой к {\displaystyle k}-регулярному двудольному графу.